# Leptosphaerotus
Leptosphaerotus är ett släkte av skalbaggar. Leptosphaerotus ingår i familjen vivlar.

## Dottertaxa tillLeptosphaerotus, i alfabetisk ordning[1]
- Leptosphaerotus agglutinatus
- Leptosphaerotus aquilus
- Leptosphaerotus aureolus
- Leptosphaerotus brevipennis
- Leptosphaerotus conicirostris
- Leptosphaerotus delicatulus
- Leptosphaerotus diversipennis
- Leptosphaerotus edoughensis
- Leptosphaerotus gracilis
- Leptosphaerotus humeralis
- Leptosphaerotus infuscatus
- Leptosphaerotus intermedius
- Leptosphaerotus intersetosus
- Leptosphaerotus lameyi
- Leptosphaerotus latithorax
- Leptosphaerotus longior
- Leptosphaerotus minor
- Leptosphaerotus mixtus
- Leptosphaerotus moissoni
- Leptosphaerotus muricatus
- Leptosphaerotus normandi
- Leptosphaerotus obesus
- Leptosphaerotus rubripes
- Leptosphaerotus rudicollis
- Leptosphaerotus rufus
- Leptosphaerotus setulifer
- Leptosphaerotus setulosus
- Leptosphaerotus simoni
- Leptosphaerotus sordidus
- Leptosphaerotus stagnalis
- Leptosphaerotus subconiceps
- Leptosphaerotus subcylindricus
- Leptosphaerotus testaceicornis
- Leptosphaerotus villosicollis